# Aztecula
Genre
Aztecula est un genre de poissons téléostéens de la famille des Cyprinidae et de l'ordre des Cypriniformes. Le genre Aztecula est monotypique, c'est-à-dire qu'il ne compte qu'une seule espèce, Aztecula sallaei. Cette espèce est endémique du Mexique.

## Liste des espèces
Selon FishBase (01 octobre 2015) :
- Aztecula sallaei (Günther, 1868)